# Heather McKay
Pour les articles homonymes, voir McKay et Blundell.
Heather Pamela McKay, née Heather Blundell le 31 juillet 1941 à Queanbeyan, est une joueuse australienne de squash. Elle est considérée par beaucoup comme la plus grande joueuse de squash de tous les temps et peut-être la plus grande sportive australienne de tous les temps,. Elle domine le squash féminin dans les années 1960 et 1970, remportant 16 titres consécutifs du British Open entre 1962 et 1977, devenant la première championne du monde en 1979 et restant invaincue pendant toute cette période. Elle est aussi une sportive de très haut niveau dans d'autres sports comme le hockey sur gazon (internationale australienne) et le racquetball.

## Biographie
Heather Blundell est née à Queanbeyan en Australie dans une famille de 11 enfants. Sous le nom de Heather McKay, elle domine complètement le squash féminin dans les années 1960 et 1970. Elle perd seulement deux matchs dans toute sa carrière (en 1960 et 1962) et est invaincue en compétition, de 1962 à 1981, date où elle prend sa retraite sportive.
Heather McKay remporte son premier British Open (considéré comme le championnat du monde officieux à l'époque) en 1962. Elle l'a ensuite remporté chaque année pendant les 15 années suivantes, ne perdant que deux jeux durant cette période. Elle remporte habituellement ses matchs de finale confortablement. Lors du British Open 1968, elle remporte la finale contre sa compatriote Bev Johnson sans perdre un point (9-0, 9-0, 9-0), après avoir réalisé la même performance en demi-finale.
En 1976, un championnat du monde officieux connu comme championnat du monde de squash féminin se tient à Brisbane, que Heather McKay remporte en battant Marion Jackman en finale 9-2, 9-2, 9-0. Le premier championnat du monde officiel a eu lieu en 1979 en Angleterre, et Heather McKay remporte le titre inaugural avec une victoire, 6–9, 9–3, 9–1, 9–4 sur Sue Cogswell en finale.
Heather McKay remporte également les Championnats d'Australie amateur 14 fois consécutivement de 1960 à 1973.
Quand elle prend sa retraite en 1981 à l'âge de 40 ans, Heather McKay est restée près de 20 ans invaincue (avec deux seules défaites sous son nom de naissance qui se produisent au début de sa carrière). Depuis sa retraite du jeu de haut niveau, elle est restée active dans les événements internationaux de niveau Master, et a remporté deux titres mondiaux de plus de 45 ans et deux titres mondiaux de moins de 50 ans.
Heather est également talentueuse dans d'autres sports, y compris le hockey sur gazon, où elle est membre de l'équipe de hockey féminin de l'Australie en 1967 et 1971. En racquetball, elle  remporte le Championnat Racquetball amateur américain une fois (1979), l'American Professional Racquetball Championnat trois fois (1980, 1981 et 1984), et les Championnats canadiens cinq fois (1980 et 1982-85). Elle est intronisée aux États-Unis Racquetball hall of Fame en 1997.
Heather McKay  écrit un livre, Heather McKay Complete Book of Squash, publié en 1979. Restée active dans le squash, elle est nommée entraîneur de la division Squash de l'Institut australien du sport en 1985. En 1993, elle est l'un des membres fondateurs du Temple de la renommée du squash, dont elle a été l'une des premières à être intronisée.

## Distinctions
- 1967 - ABC Sportif de l'année[4]
- 1969 - Ordre de l'Empire britannique - Membre (civil)[8]
- 1979 - Ordre d'Australie - Membre[8]
- 1985 - Sport Australia Hall of Fame (en)[9]
- 1997 - USA Racquetball Hall of Fame[6]
- 2000 - Médaille australienne des Sports[8]
- Squash Australia Hall of Fame[10]

## Palmarès

### Victoires
- Championnats du monde de squash: 1976, 1979
- British Open : 16 titres (1962-1977)
- Championnats d'Australie: 14 titres (1960-1973)

## Honneurs
L'astéroïde (32201) Heathermckay est nommé en son honneur.